# Women’s Cricket World Cup 2013
Der Women’s Cricket World Cup 2013 war der zehnte Cricket World Cup der Frauen, der im One-Day-Format über 50 Over ausgetragen wurde. Er wurde vom 31. Januar bis 17. Februar 2013 in Indien ausgetragen. Weltmeister wurde Australien, das sich im Finale mit 114 Runs gegen die West Indies durchsetzen konnte.

## Teilnehmer
Es nahmen acht Nationalmannschaften teil. Dabei qualifizierten sich zunächst die ersten vier des Women’s Cricket World Cup 2009.
| - Australien - England | - Indien - Neuseeland |

Des Weiteren wurde ein Qualifikationsturnier zwischen zehn Mannschaften ausgetragen, dem Women’s Cricket World Cup Qualifier 2011, bei dem sich ebenfalls vier Mannschaften qualifizierten.
| - Sri Lanka - Pakistan | - Südafrika - West Indies |

## Austragungsorte
Das Turnier wird in mehreren Stadien in den Städten Mumbai und Cuttack ausgetragen. Das Finale fand im Brabourne Stadium in Mumbai statt. Ursprünglich sollte das Turnier ausschließlich in Mumbai ausgetragen werden, was jedoch durch die Qualifikation Pakistans und Boykott-Drohungen dortiger lokaler Parteien geändert wurde. Auch war es vorgesehen, Spiele im Wankhede Stadium in Mumbai auszutragen, da der Inhaber des Stadions, die Mumbai Cricket Association jedoch lieber das Finale der Ranji Trophy 2012/13 dort austragen wollte. Daraufhin zog der indische Verband alle Spiele dort zurück und verteilte sie auf andere Stadien.
| Stadion                         | Stadt   | Kapazität |
| ------------------------------- | ------- | --------- |
| Barabati Stadium                | Cuttack | 45.000    |
| DRIEMS Ground                   | Cuttack |           |
| Bandra Kurla Complex Ground     | Mumbai  |           |
| Brabourne Stadium               | Mumbai  | 25.000    |
| Middle Income Group Club Ground | Mumbai  |           |

## Mannschaftskader
Als erstes Team benannte England am 12. Dezember 2012 seinen Kader. Daraufhin folgte Südafrika am 20. Dezember, Sri Lanka am 28. Dezember, Indien am 31. Dezember 2012, Pakistan und Neuseeland am 1. Januar 2013 und die West Indies am 3. Januar 2013.
| WODI | WODI | WODI | WODI |
| Australien | England | Indien | Neuseeland |
| --- | --- | --- | --- |
| - Jodie Fields (K, wk) - Alex Blackwell (VK) - Jess Cameron - Renee Chappell - Sarah Coyte - Holly Ferling - Rachel Haynes - Alyssa Healy (wk) - Julie Hunter - Jess Jonassen - Meg Lanning - Erin Osborne - Ellyse Perry - Megan Schutt - Lisa Sthalekar - Elyse Villani | - Charlotte Edwards (K) - Tammy Beaumont (wk) - Arran Brindle - Katherine Brunt - Holly Colvin - Georgia Elwiss - Lydia Greenway - Jenny Gunn - Danielle Hazell - Amy Jones (wk) - Heather Knight - Laura Marsh - Anya Shrubsole - Sarah Taylor (wk) - Danni Wyatt                                                                 | - Mithali Raj (K) - Ekta Bisht - Jhulan Goswami - Karu Jain (wk) - Thirush Kamini - Harmanpreet Kaur - Reema Malhotra - Mona Meshram - Sulakshana Naik (wk) - Nagarajan Niranjana - Rasanara Parwin - Poonam Raut - Amita Sharma - Shubhlakshmi Sharma - Gouher Sultana                               | - Suzie Bates (K) - Kate Broadmore - Nicola Browne - Rachel Candy - Sophie Devine - Natalie Dodd - Lucy Doolan - Sara McGlashan (wk) - Frances Mackay - Morna Nielsen - Katie Perkins - Rachel Priest (wk) - Sian Ruck - Amy Satterthwaite - Lea Tahuhu              |
| Pakistan | Sri Lanka | Südafrika | West Indies |
| - Sana Mir (K) - Bismah Maroof (VK) - Asmavia Iqbal - Batool Fatima (wk) - Diana Baig - Elizabeth Khan - Javeria Khan - Nahida Khan - Nain Abidi - Nida Dar - Qanita Jalil - Rabiya Shah - Sadia Yousuf - Sidra Ameen - Sumaiya Siddiqi                                   | - Shashikala Siriwardene (K) - Sandamali Dolawatte (VK) - Chamari Athapaththu - Eshani Kaushalya - Lasanthi Madushani - Dilani Manodara (wk) - Yasoda Mendis - Udeshika Prabodhani - Oshadi Ranasinghe - Inoka Ranaweera - Deepika Rasangika - Sharina Ravikumar - Chamani Seneviratna - Prasadani Weerakkody - Sripali Weerakkody | - Mignon du Preez (K) - Trisha Chetty (VK, wk) - Susan Benade - Cri-zelda Brits - Savanna Cordes (wk) - Dinesha Devnarain - Shandre Fritz - Shabnim Ismail - Marizanne Kapp - Marcia Letsoalo - Sunette Loubser - Suné Luus - Yolandi Potgieter - Elriesa Theunissen - Dané van Niekerk - Chloe Tyron | - Merissa Aguilleira (K) - Shemaine Campbelle - Shanel Daley - Deandra Dottin - Kycia Knight - Kyshona Knight - Natasha McLean - Anisa Mohammed - Subrina Munroe - Juliana Nero - June Ogle - Shaquana Quintyne - Shakera Selman - Tremayne Smartt - Stafanie Taylor |

## Format
Die acht Teams wurden in zwei Gruppen zu je vier Mannschaften aufgeteilt, in der jede Mannschaft gegen jede andere spielte. Die jeweils drei Gruppenersten qualifizierten sich für die Super Six Runde. Dort wurden in einer weiteren Gruppenrunde die Partien ausgetragen, die in der Vorrunde nicht stattfanden. Die Ergebnisse für die Partien die in der Vorrunde stattfanden wurden mitgenommen. Die beiden Gruppenersten der Super Six Runde trugen anschließend das Finale aus.

## Ergebnisse

### Vorrunde
Die Ansetzungen der Spiele wurden am 3. Dezember 2012 bekanntgegeben.

#### Gruppe A
Tabelle
| Gruppe A    | Sp. | S | N | NR | P | NRR    |
| ----------- | --- | - | - | -- | - | ------ |
| England     | 3   | 2 | 1 | 0  | 4 | +0.641 |
| Sri Lanka   | 3   | 2 | 1 | 0  | 4 | −0.433 |
| West Indies | 3   | 1 | 2 | 0  | 2 | +0.276 |
| Indien      | 3   | 1 | 2 | 0  | 2 | −0.433 |

Spiele
| 31. Januar Scorecard | Mumbai (BS) | Indien 284-6 (50)           | – | West Indies 179 (44.3) |
|                      |             | Indien gewinnt mit 105 Runs |   |                        |

Die West Indies gewannen den Münzwurf und entschieden sich als Feldmannschaft zu beginnen. Als Spielerin des Spiels wurde Thirush Kamini ausgezeichnet.
| 1. Februar Scorecard | Mumbai (BS) | England 238-8 (50)             | – | Sri Lanka 242-9 (50) |
|                      |             | Sri Lanka gewinnt mit 1 Wicket |   |                      |

Sri Lanka gewann den Münzwurf und entschied sich als Feldmannschaft zu beginnen. Als Spielerin des Spiels wurde Eshani Kaushalya ausgezeichnet.
| 3. Februar Scorecard | Mumbai (BS) | England 272-8 (50)          | – | Indien 240-9 (50) |
|                      |             | England gewinnt mit 32 Runs |   |                   |

Indien gewann den Münzwurf und entschied sich als Feldmannschaft zu beginnen. Als Spielerin des Spiels wurde Charlotte Edwards  ausgezeichnet.
| 3. Februar Scorecard | Mumbai (MIG) | West Indies 368-8 (50)           | – | Sri Lanka 159 (40.0) |
|                      |              | West Indies gewinnt mit 209 Runs |   |                      |

Sri Lanka gewann den Münzwurf und entschied sich als Feldmannschaft zu beginnen. Als Spielerin des Spiels wurde Stafanie Taylor ausgezeichnet.
| 5. Februar Scorecard | Mumbai (BKC) | West Indies 101 (36.1)        | – | England 103-4 (35) |
|                      |              | England gewinnt mit 6 Wickets |   |                    |

Die West Indies gewannen den Münzwurf und entschieden sich als Schlagmannschaft zu beginnen. Als Spielerin des Spiels wurde Anya Shrubsole ausgezeichnet.
| 5. Februar Scorecard | Mumbai (BS) | Sri Lanka 282-5 (50)           | – | Indien 144 (42.2) |
|                      |             | Sri Lanka gewinnt mit 138 Runs |   |                   |

Sri Lanka gewann den Münzwurf und entschied sich als Schlagmannschaft zu beginnen. Als Spielerin des Spiels wurde Deepika Rasangika ausgezeichnet.

#### Gruppe B
Tabelle
| Gruppe B   | Sp. | S | N | NR | P | NRR    |
| ---------- | --- | - | - | -- | - | ------ |
| Australien | 3   | 3 | 0 | 0  | 6 | +1.099 |
| Neuseeland | 3   | 2 | 1 | 0  | 4 | +1.430 |
| Südafrika  | 3   | 1 | 2 | 0  | 2 | −0.297 |
| Pakistan   | 3   | 0 | 3 | 0  | 0 | −1.986 |

Spiele
| 1. Februar Scorecard | Cuttack (BS) | Australien 175 (46.1)          | – | Pakistan 84 (33.2) |
|                      |              | Australien gewinnt mit 91 Runs |   |                    |

Australien gewann den Münzwurf und entschied sich als Schlagmannschaft zu beginnen. Als Spielerin des Spiels wurde Sarah Coyte ausgezeichnet.
| 1. Februar Scorecard | Cuttack (DG) | Neuseeland 320-5 (50)           | – | Südafrika 170 (41.0) |
|                      |              | Neuseeland gewinnt mit 150 Runs |   |                      |

Südafrika gewann den Münzwurf und entschied sich als Schlagmannschaft zu beginnen. Als Spielerin des Spiels wurde Sophie Devine ausgezeichnet.
| 3. Februar Scorecard | Cuttack (BS) | Pakistan 104 (41.2)              | – | Neuseeland 108-3 (29.4) |
|                      |              | Neuseeland gewinnt mit 7 Wickets |   |                         |

Pakistan gewann den Münzwurf und entschied sich als Schlagmannschaft zu beginnen. Als Spielerin des Spiels wurde Rachel Candy ausgezeichnet.
| 3. Februar Scorecard | Cuttack (DG) | Südafrika 188-9 (50)             | – | Australien 190-7 (45.4) |
|                      |              | Australien gewinnt mit 3 Wickets |   |                         |

Südafrika gewann den Münzwurf und entschied sich als Schlagmannschaft zu beginnen. Als Spielerin des Spiels wurde Rachel Haynes ausgezeichnet.
| 5. Februar Scorecard | Cuttack (BS) | Südafrika 207-5 (50)           | – | Pakistan 81 (29.4) |
|                      |              | Südafrika gewinnt mit 126 Runs |   |                    |

Südafrika gewann den Münzwurf und entschied sich als Schlagmannschaft zu beginnen. Als Spielerin des Spiels wurde Marizanne Kapp ausgezeichnet.
| 5. Februar Scorecard | Cuttack (DG) | Neuseeland 227-6 (50)            | – | Australien 228-3 (38.2) |
|                      |              | Australien gewinnt mit 7 Wickets |   |                         |

Australien gewann den Münzwurf und entschied sich als Schlagmannschaft zu beginnen. Als Spielerin des Spiels wurde Meg Lanning ausgezeichnet.

### Super Six
Tabelle
| Super Six   | Sp. | S | N | NR | P | NRR    |
| ----------- | --- | - | - | -- | - | ------ |
| West Indies | 5   | 4 | 1 | 0  | 8 | +0.941 |
| Australien  | 5   | 4 | 1 | 0  | 8 | +0.714 |
| England     | 5   | 3 | 2 | 0  | 6 | +1.003 |
| Neuseeland  | 5   | 2 | 3 | 0  | 4 | +0.694 |
| Südafrika   | 5   | 1 | 4 | 0  | 2 | −1.131 |
| Sri Lanka   | 5   | 1 | 4 | 0  | 2 | −2.477 |

Spiele
| 8. Februar Scorecard | Mumbai (BS) | Australien 147 (44.4)         | – | England 145 (47.3) |
|                      |             | Australien gewinnt mit 2 Runs |   |                    |

England gewann den Münzwurf und entschied sich als Feldmannschaft zu beginnen. Als Spielerin des Spiels wurde Lisa Sthalekar ausgezeichnet.
| 8. Februar Scorecard | Mumbai (BKC) | Sri Lanka 103 (42)               | – | Neuseeland 108-2 (23.0) |
|                      |              | Neuseeland gewinnt mit 8 Wickets |   |                         |

Neuseeland gewann den Münzwurf und entschied sich als Feldmannschaft zu beginnen. Als Spielerin des Spiels wurde Lea Tahuhu ausgezeichnet.
| 8. Februar Scorecard | Cuttack (BS) | Südafrika 230-7 (50)              | – | West Indies 234-8 (45.3) |
|                      |              | West Indies gewinnt mit 2 Wickets |   |                          |

Südafrika gewann den Münzwurf und entschied sich als Schlagmannschaft zu beginnen. Als Spielerin des Spiels wurde Stafanie Taylor ausgezeichnet.
| 10. Februar Scorecard | Mumbai (BS) | Sri Lanka 131 (45.2)             | – | Australien 132-1 (22.2) |
|                       |             | Australien gewinnt mit 9 Wickets |   |                         |

Australien gewann den Münzwurf und entschied sich als Feldmannschaft zu beginnen. Als Spielerin des Spiels wurde Erin Osborne ausgezeichnet.
| 10. Februar Scorecard | Cuttack (BS) | Südafrika 77 (29.3)           | – | England 81-3 (9.3) |
|                       |              | England gewinnt mit 7 Wickets |   |                    |

England gewann den Münzwurf und entschied sich als Feldmannschaft zu beginnen. Als Spielerin des Spiels wurde Anya Shrubsole ausgezeichnet.
| 11. Februar Scorecard | Mumbai (BS) | West Indies 207-9 (50)          | – | Neuseeland 159 (44.3) |
|                       |             | West Indies gewinnt mit 48 Runs |   |                       |

Neuseeland gewann den Münzwurf und entschied sich als Feldmannschaft zu beginnen. Als Spielerin des Spiels wurde Anisa Mohammed ausgezeichnet.
| 13. Februar Scorecard | Mumbai (MIG) | West Indies 164 (47)           | – | Australien 156 (48.2) |
|                       |              | West Indies gewinnt mit 8 Runs |   |                       |

Die West Indies gewannen den Münzwurf und entschieden sich als Schlagmannschaft zu beginnen. Als Spielerin des Spiels wurde Deandra Dottin ausgezeichnet.
| 13. Februar Scorecard | Cuttack (BS) | Südafrika 227-8 (50)           | – | Sri Lanka 117 (36.4) |
|                       |              | Südafrika gewinnt mit 110 Runs |   |                      |

Sri Lanka gewann den Münzwurf und entschied sich als Feldmannschaft zu beginnen. Als Spielerin des Spiels wurde Dané van Niekerk ausgezeichnet.
| 13. Februar Scorecard | Mumbai (BS) | England 266-6 (50)          | – | Neuseeland 251-9 (50) |
|                       |             | England gewinnt mit 15 Runs |   |                       |

England gewann den Münzwurf und entschied sich als Schlagmannschaft zu beginnen. Als Spielerin des Spiels wurde Sarah Taylor ausgezeichnet.

### Spiel um Platz 7
| 7. Februar Scorecard | Cuttack (BS) | Pakistan 192-7 (50)          | – | Indien 195-4 (46.0) |
|                      |              | Indien gewinnt mit 6 Wickets |   |                     |

Pakistan gewann den Münzwurf und entschied sich als Schlagmannschaft zu beginnen. Als Spielerin des Spiels wurde Mithali Raj ausgezeichnet.

### Spiel um Platz 5
| 15. Februar Scorecard | Cuttack (BS) | Sri Lanka 244-7 (50)          | – | Südafrika 156 (40.1) |
|                       |              | Sri Lanka gewinnt mit 88 Runs |   |                      |

Sri Lanka gewann den Münzwurf und entschied sich als Schlagmannschaft zu beginnen. Als Spielerin des Spiels wurde Shashikala Siriwardene ausgezeichnet.

### Spiel um Platz 3
| 15. Februar Scorecard | Mumbai (BS) | Neuseeland 220-8 (50)         | – | England 222-6 (47) |
|                       |             | England gewinnt mit 4 Wickets |   |                    |

England gewann den Münzwurf und entschied sich als Feldmannschaft zu beginnen. Als Spielerin des Spiels wurde Charlotte Edwards ausgezeichnet.

### Finale
| 17. Februar Scorecard | Mumbai (BS) | Australien 259-7 (50)           | – | West Indies 145 (43.1) |
|                       |             | Australien gewinnt mit 114 Runs |   |                        |

Australien gewann den Münzwurf und entschied sich als Schlagmannschaft zu beginnen. Als Spielerin des Spiels wurde Jess Cameron ausgezeichnet.

## Statistiken
Während des Turniers wurden die folgenden Cricketstatistiken erreicht.
| WODIs             | WODIs       | WODIs   | WODIs   | WODIs   | WODIs   | WODIs   | WODIs   | WODIs   |
| Batting           | Batting     | Batting | Batting | Batting | Batting | Batting | Batting | Batting |
| Spieler           | Mannschaft  | Spiele  | Innings | Runs    | Average | HS      | 100s    | 50s     |
| ----------------- | ----------- | ------- | ------- | ------- | ------- | ------- | ------- | ------- |
| Suzie Bates       | Neuseeland  | 7       | 7       | 407     | 67,83   | 148     | 1       | 3       |
| Stafanie Taylor   | West Indies | 7       | 7       | 309     | 44,85   | 109     | 1       | 1       |
| Charlotte Edwards | England     | 7       | 6       | 292     | 58,40   | 71      | 2       | 1       |
| Rachel Haynes     | Australien  | 7       | 7       | 273     | 45,50   | 147     | 0       | 3       |
| Deepika Rasangika | Sri Lanka   | 7       | 7       | 236     | 33,71   | 106     | 0       | 1       |
| Bowling           |             |         |         |         |         |         |         |         |
| Spieler           | Mannschaft  | Spiele  | Overs   | Wickets | Average | BBI     | 5W      | 10W     |
| Megan Schutt      | Australien  | 7       | 60.0    | 15      | 16,53   | 3/40    | 0       | 0       |
| Anya Shrubsole    | England     | 5       | 34.4    | 13      | 7,23    | 5/17    | 1       | 0       |
| Sian Ruck         | Neuseeland  | 6       | 59.0    | 12      | 15,58   | 4/31    | 0       | 0       |
| Katherine Brunt   | England     | 7       | 60.1    | 12      | 19,08   | 3/0     | 0       | 0       |
| Arran Brindle     | England     | 7       | 40.0    | 11      | 16,00   | 4/41    | 0       | 0       |